# Stay the Night (canción de Benjamin Orr)
«Stay the Night» (en español: «Quédate ésta noche») es una power ballad escrita, producida e interpretada por el ex-vocalista y bajista de la banda estadounidense The Cars Benjamin Orr. La canción fue incluida en su primer y único álbum de estudio en solitario The Lace (1986), y lanzada como sencillo a finales del mismo año. La canción alcanzó el puesto n.º 24 en el Billboard Hot 100, a comienzos de 1987. Fue el único éxito de Benjamin Orr como solista en alcanzar el Top 40.

## Antecedentes
Orr fue miembro fundador de The Cars, junto al cantante y compositor Ric Ocasek. El primer éxito del grupo incluido en el Top 40, «Just What I Needed», tuvo a Orr como vocalista líder; también su más grande hit, «Drive», del álbum Heartbeat City (1984).
Después de su álbum recopilatorio Greatest Hits, los artistas de la banda pasaron a proyectarse en solitario. Tanto Orr como Ocasek publicaron álbumes solistas en 1986; también el guitarrista líder de la banda, Elliot Easton, en 1985. Semanas antes de que Stay the Night entrara en el Top 40 estadounidense, el mismo Ocasek estuvo en esa lista de éxitos con su hit solista «Emotion in Motion», del álbum This Side of Paradise, su segundo álbum de estudio propio; en ambos casos, fueron los únicos temas como solistas de los dos vocalistas de la banda en alcanzar ese chart.
La banda volvió a reunirse en 1987 para grabar el álbum Door to Door.